# Henry McMaster
Henry Dargan McMaster (* 27. května 1947 Columbia, Jižní Karolína) je americký politik, právník a člen Republikánské strany, od ledna 2017 guvernér Jižní Karolíny.
V letech 1981 až 1985 působil jako státní zástupce za Jižní Karolínu. V letech 1993 až 2002 byl předsedou organizace Republikánské strany pro Jižní Karolínu. V roce 2003 se stal generálním prokurátorem státu, ve funkci působil do roku 2011. Od roku 2015 do roku 2017 působil jako viceguvernér Jižní Karolíny.
V roce 2017 se stal z pozice viceguvernéra jihokarolínským guvernérem poté, co prezident Donald Trump oznámil, že jmenuje dosavadní guvernérku Nikki Haleyovou americkou velvyslankyní při OSN. Ve volbách roku 2018 byl poté guvernérem řádně zvolen, když porazil kandidáta Demokratické strany Jamese Smithe. Funkci poté obhájil i ve volbách roku 2022, když se ziskem 58 % hlasů porazil demokrata Joea Cunninghama.
Od roku 1978 je ženatý, má dvě děti.